# Počítačová klávesnice

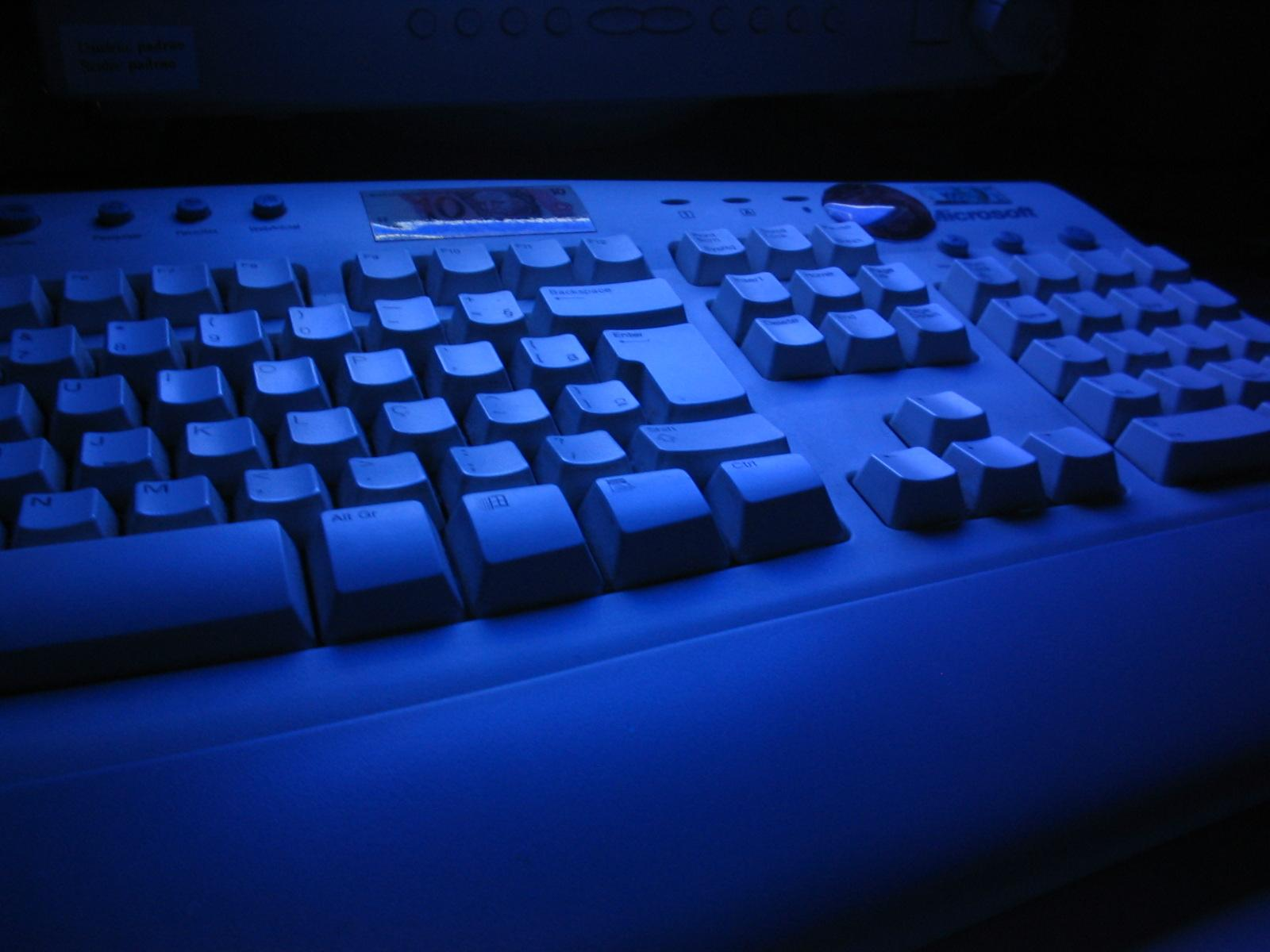
Počítačová klávesnice

Počítačová klávesnice je v informatice vstupní zařízení určené pro vkládání znaků do počítače a k jeho ovládání (tzv. HID zařízení, tj. zařízení pro komunikaci s uživatelem počítače, anglicky Human Interface Device). Rozložení kláves je historicky odvozeno od klávesnice psacího stroje (či dálnopisu). Podobně jako psací stroj má pro různé jazyky sice stejné provedení, ale na jednotlivých klávesách jsou umístěny různé znaky. Klávesy se dělí na abecední, numerické, funkční a metaklávesy (klávesa sama o sobě nic nedělá, vyžaduje stisk další klávesy). Na klávesy F, J, případně Num 5 se obvykle umisťují pomocné rysky (vystupující plošky) pro rychlejší orientaci (na klávesy F a J jsou při psaní všemi deseti prsty pokládány ukazováčky).
Klávesnice je k počítači připojena USB kabelem nebo bezdrátově. Kódová sada Unicode má znak pro počítačovou klávesnici ⌨ (s kódem U+2328).

## Charakteristika
Klávesnice je organizována jako pole spínačů, které jsou zapojeny do matice. Řídící obvod v klávesnici (řadič klávesnice, např. Intel 8041, 8042 nebo 8048) aktivuje postupně jednotlivé řádky a sloupce a tím zjistí, jaké klávesy jsou stisknuty (umí detekovat stisk více kláves najednou). V závislosti na stisknuté klávese je do počítače poslán tzv. scan-kód, který je pro každou klávesu pevně určen (nezávisle na použitém jazyku nebo písmenu natištěném na klávese). Uvnitř počítače čte scan-kódy ovladač klávesnice, který jej pomocí právě aktivní mapy kláves převede na kód písmena. Mapy kláves lze obvykle přepínat určitou kombinací tlačítek (Alt+⇧ Shift, Ctrl+⇧ Shift apod.). V Česku se nejčastěji používá mapa QWERTZ (je výchozí mapou po instalaci systému Microsoft Windows), méně často česká QWERTY, případně anglická QWERTY a podobně. Pevně je určeno jen rozložení abecedních a číselných kláves (alfanumerické klávesy), rozložení ostatních (závorky, čárky, atp.) se může lišit (zejména notebooky).

## Rozložení znaků na klávesnici

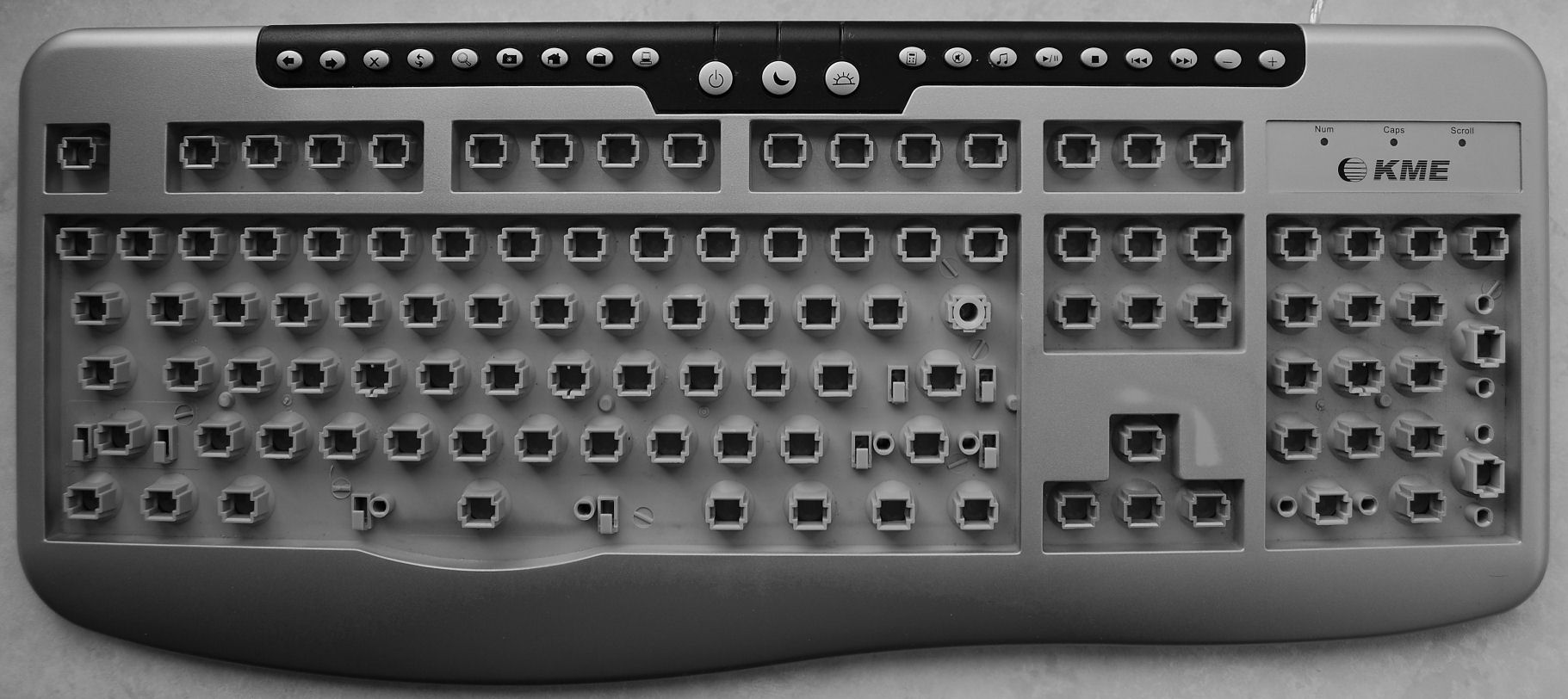
Multimediální klávesnice se sundanými klávesami

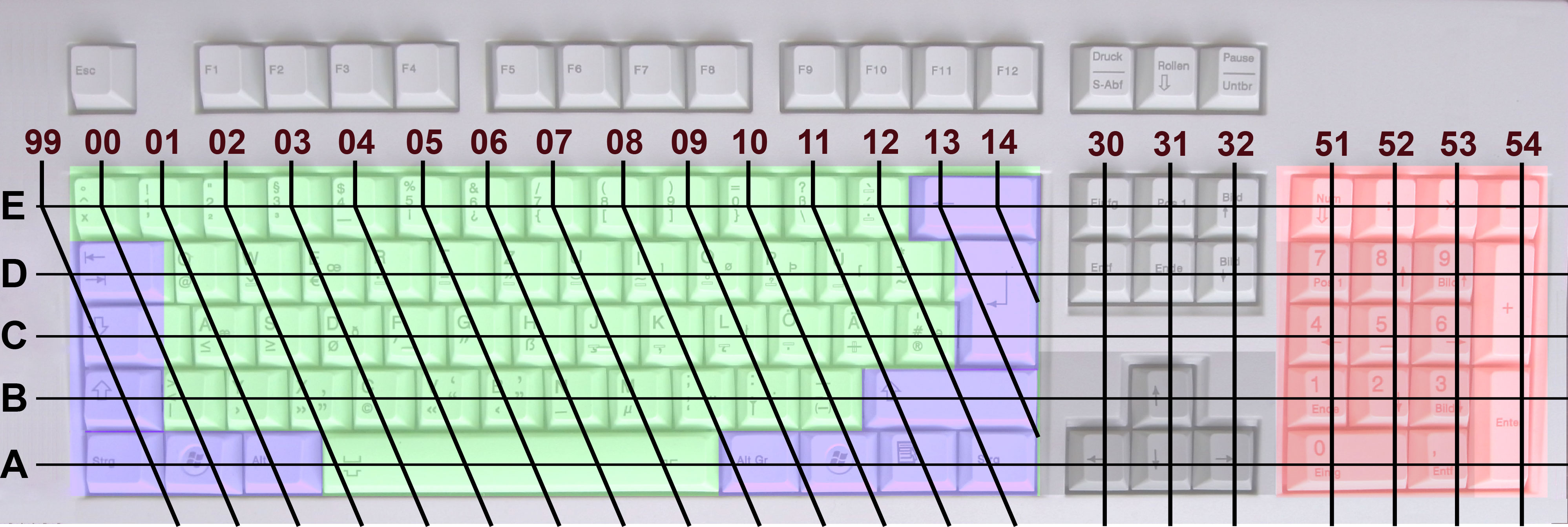
Obecná mřížka označení kláves ISO/IEC-9995-1

Rozložení kláves americké klávesnice PC

Rozložení české QWERTZ

Rozložení české QWERTY

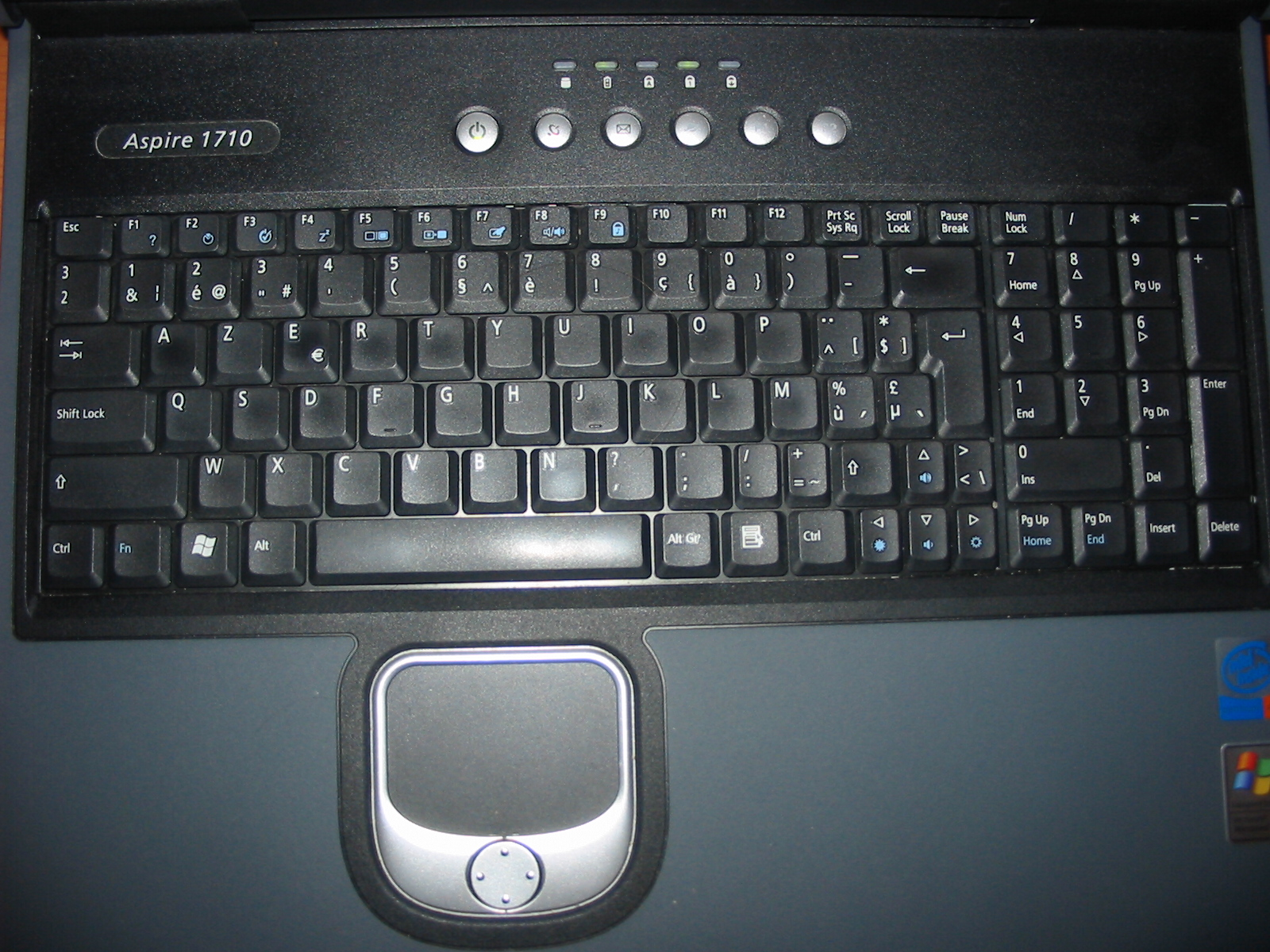
klávesnice notebooku s rozložením AZERTY

Existuje velké množství různých rozložení kláves. Vznikají proto, že rozdílní lidé potřebují snadný přístup k rozdílným symbolům. Obvykle je to tím, že píší odlišným jazykem, ale existují specializovaná rozložení pro matematické, účetní, programátorské použití. Samostatnou kategorii pak představují takzvané herní klávesnice, které mají svou koncepcí v maximální možné míře usnadnit uživatelům hraní počítačových her.
Rozložení znaků na počítačových klávesnicích kopíruje standardy rozložení na psacích strojích, které převzaly organizační automaty, pořizovače děrných štítků atd. V některých zemích se používá rozložení QWERTY, jinde QWERTZ, někde i jiné, například francouzské AZERTY. Rozložení kláves je upraveno mezinárodní normou ISO/IEC 9995 „Informační technologie – Uspořádání klávesnice pro textové a kancelářské systémy“ z roku 1997. Ta uvádí, že rozmístění jednotlivých kláves se řídí národními normami a zvyklostmi. Jako příklad obsahuje možnost obsazení klávesy B01 (na české Y) znakem Z (např. anglický nebo americký standard) nebo znakem Y (např. český standard) či znakem W (např. francouzský standard), D06 (na české Z) Y nebo Z a pro D02 (na české W) W nebo Z. V České republice je, v souladu s mezinárodní normou, stanoven národní standard, jenž vychází z uspořádání QWERTZ. Jedná se o ČSN 36 9050 z roku 1994, která stanovuje rozmístění znaků na 48 klávesách (vychází z typu QWERTZ) ve dvou úrovních, tj. základní a po stisknutí Shiftu. Tedy není zde řešeno umístění např. znaku obrácené lomítko (na různých klávesnicích je na různém místě), znaků generovaných pomocí klávesy Alt Gr (3. úroveň), ale umístění „Z“ a „Y“ ano.
Mnoho českých programátorů ale dává přednost anglickému standardu, který vychází z rozložení QWERTY, protože potřebují znaky, které na českém standardu nejsou, případně používají tzv. českou programátorskou klávesnici, nebo českou QWERTY klávesnici, lišící se jen prohozeným Z a Y, protože si již na anglickou klávesnici zvykli.
Rozložení QWERTY vzniklo s úmyslem snížit tak pravděpodobnost zaseknutí typových pák ručního psacího stroje. K jeho masovému rozšíření vedlo vítězství v soutěži v rychlosti a přesnosti psaní. Po něm v roce 1888 následovala konference v Torontu, jež přijala klávesnici QWERTY za standard.
Existují také speciální rozložení kláves zohledňující ergonomii (Dvorak, Colemak, XPeRT). Tato rozložení, která nejsou moc rozšířena, byla navržena pro psaní v angličtině a příliš se nehodí pro psaní v jiných jazycích, neboť jsou ještě více než QWERTY závislá na národním jazyce. Proto například Dvorak pro psaní českého textu nemá zásadnější význam, neboť, jak uvádí publikace „Profesionálem v administrativě“, produktivitu práce zvýší pouze o 1% a se stejným úspěchem sníží zatížení prstů a rukou.
Optimalizace rozložení kláves českého standardu nebyla dosud provedena. Přitom, pokud by došlo k rozmístění znaků v závislosti na jejich výskytu v textu, došlo by k zvýšení produktivity práce přibližně o 12,2 %. Pokud by navíc došlo i k dalším úpravám klávesnice, produktivita práce by mohla být zvýšena o další 2 %. To by umožňovalo psát 59,5 % obsahu textu přímo v základní poloze, tedy z kláves, na nichž jsou umístěny prsty při využívání hmatové metody (přibližně stejně jako při psaní anglického textu na klávesnici Dvorak). To by však znamenalo ještě větší rozdíly oproti QWERTZ i QWERTY než dnes.
Statistiku psaní na těchto třech rozloženích si můžete porovnat vložením libovolného textu do Java appletu na této stránce: .
Rozložení jednotlivých kláves má z hlediska efektivity význam pouze pro osoby ovládající klávesnici deseti prsty nebo hmatovou metodou.
Standardní klávesnice je poměrně velká, protože každá klávesa musí být dost velká na to, aby se dala snadno stisknout prsty.
Pro přenosná zařízení, kde by standardní klávesnice byla příliš velká, byly navrženy redukované typy klávesnic, případně se používá jiný způsob komunikace. V poslední době se vyskytují ultramoderní typy klávesnic a kláves, např. gelové nebo obalované měkkými materiály; bývají též ergonomicky tvarovány pro lepší dosah na klávesy. IT svět 21. století se hemží též interaktivními klávesnicemi, například u mobilních telefonů, interaktivních tabulí či u samotného monitoru.

## Typy klávesnic
Klávesnice se dělí na čtyři různé typy:

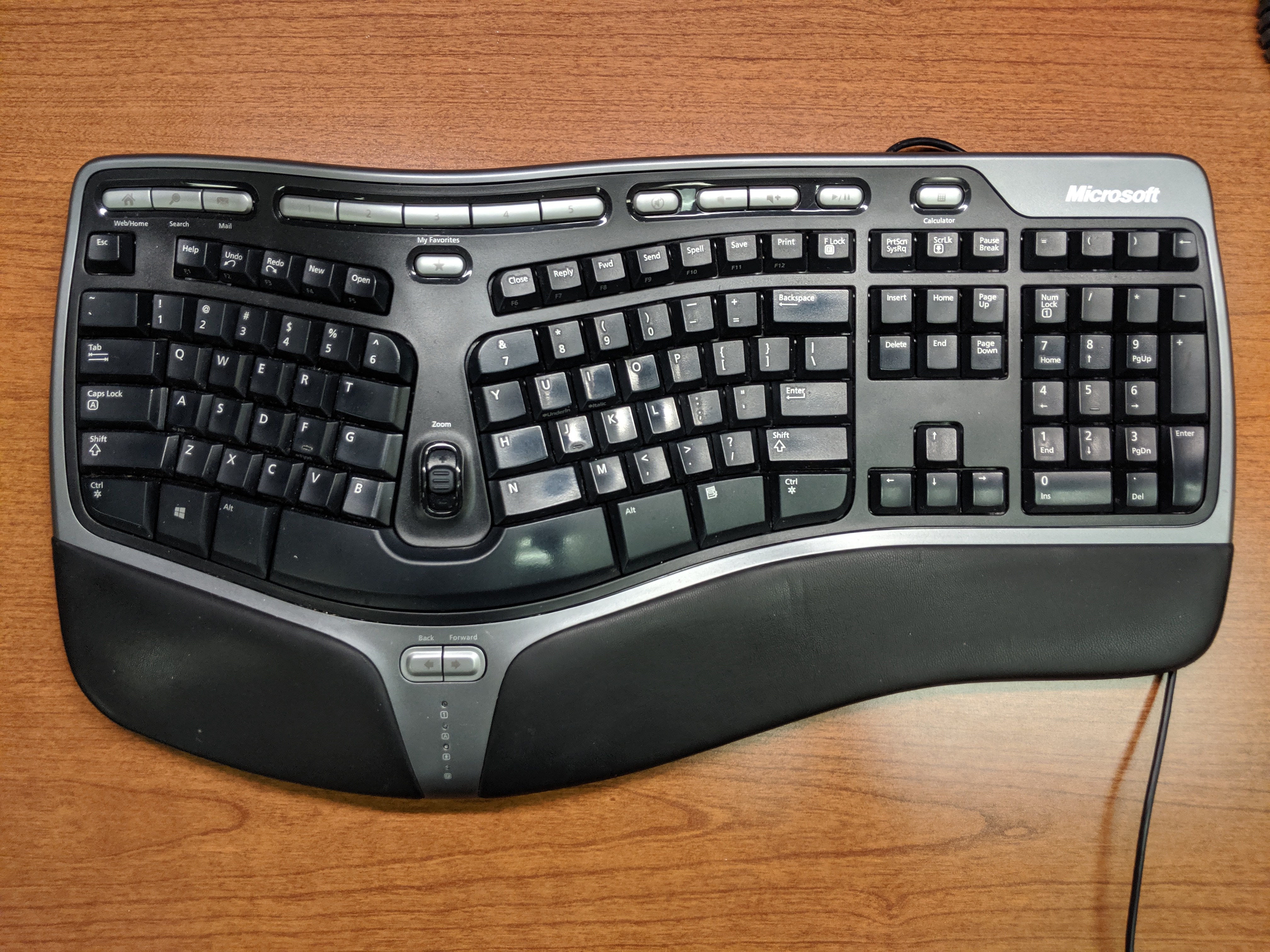
Ergonomická klávesnice

- Ergonomická klávesniceTradiční – staromódní klávesy ve stylu psacího stroje s větším zdvihem, funkčnost zajišťují membránové nebo mechanické spínače

- Chiclet – v současnosti nejpoužívanější technologie, která kombinuje mechanickou a membránovou klávesnici, s ploššími klávesami ve tvaru scrabble, většinou s menším zdvihem a menším odporem při stisku (vyšší rychlost psaní, ale menší zpětná vazba)

- Ergonomická – kombinace tradičních a speciálně tvarovaných kláves, často s prodlouženými opěrkami (přirozenější pozice zápěstí při psaní, snižující jejich zátěž, nebo riziko syndromu karpálního tunelu), často rozdělený či zakřivený blok písmen, pro lepší postavení pod rukama

- Kompaktní – odstraněny klávesy, které jsou méně využívané (včetně numerických), menší, lehčí a tenčí (vhodné na cesty, některé lze složit či stočit)[2]

## Skupiny kláves
Klávesy počítačové klávesnice lze rozdělit do těchto skupin:
1. základní alfanumerické klávesy (písmena a čísla)
2. klávesy numerické klávesnice
3. funkční klávesy
4. speciální klávesy (metaklávesy)
5. klávesy určené pro konkrétní operační systém (v systému Microsoft Windows jsou to Windows a Application)

### Základní alfanumerické klávesy
Znaková, tedy alfanumerická klávesnice zabírá asi třetinu plochy klávesnice, ale je doplněná o další klávesy, s nimiž tvoří základní část klávesnice. Obsahuje klávesy 26 písmen, mezerník, klávesy s interpunkcí a horní čtvrtou řadu s číslicemi v anglické verzi a s diakritickými znaky v české verzi. Všechny znakové klávesnice se významově obměňují držením stisknutých pomocných kláves, jako jsou
- dvě klávesy jednorázového přesmykače (Shift, (levý a pravý), který změní písmena z malých na velká, s výjimkou znaků s diakritikou v řadě E, kterou změní na číselnou,
- trvalý přesmykač CapsLock, který tento účinek jednorázového přesmykače obrátí,
- klávesu tabulátoru Tab a
- výmaz předchozího (vůči kurzoru) znaku Backspace.

### Klávesy numerické klávesnice
Numerická klávesnice obsahuje klávesy s číslicemi, desetinnou tečku, klávesy využitelné pro 4 základní aritmerické operace, druhou klávesu Enter a klávesu Num Lock pro přepínání funkce číselných kláves z kurzorových na číslicové. Číslice jsou uspořádány zdola nahoru po třech (0, 1 – 3, 4 – 6 a 7 až 9) po vzoru kalkulátorů, oproti klávesnici telefonů (klasických tlačítkových i dotykových), které mají naopak dole vyšší číslice: 0, 7 – 9, 4 – 6, 1 – 3.

### Funkční klávesy
Funkční klávesy mají označení odleva F1 až F12 a nalezneme je v horní části klávesnice nad základní částí. Slouží k řízení programů a jejich funkce je určena konkrétním softwarem.

### Speciální klávesy
Speciální klávesy jsou popsány v následující tabulce.
| Alternativy zkratek popisů klávesy | Název                         | Funkce                                                         |
| Esc                                | Escape                        | Odvolání posledního příkazu, ukončení aktivity                 |
| PrtSc/SysRq                        | Print Screen / System Request | Snímek obrazovky / volání funkce jádra OS                      |
| ScrLk                              | Scroll Lock                   | Přepínání mezi režimem posunem kurzoru a obrazovky             |
| Pause Br                           | Pause/Break                   | Zastavení provádění programu                                   |
| Ins                                | Insert                        | Přepíná mezi režimem vkládání a přepisu                        |
|                                    | Home                          | Posouvá kurzor na začátek řádku                                |
| PgUp                               | Page Up                       | Posunutí textu o jednu obrazovku nahoru                        |
| Del                                | Delete                        | Maže znak na pozici kurzoru                                    |
|                                    | End                           | Posouvá kurzor na konec řádku                                  |
| PgDn                               | Page Down                     | Posunutí textu o jednu obrazovku dolů                          |
| ↵ ↩                                | Enter                         | Potvrzení příkazu, vložení nového odstavce                     |
| Back, ⌫ ←                          | Backspace                     | Mazání znaku zpětným posunem kurzoru                           |
| ← ↓ → ↑                            | Kurzorové šipky               | Posun kurzoru po obrazovce                                     |
| ⇧                                  | Shift (přesmykač)             | Přepínání velkých a malých písmen                              |
| Ctrl                               | Control                       | Přepínání funkcí kláves při řízení programu                    |
| Alt                                | Alternate                     | Přepínání funkcí kláves při řízení programu                    |
| CapsLk, Caps, ⇪ ⇩ A                | Caps Lock                     | Přepíná trvale na velká písmena                                |
| Space, Spacebar ˽                  | Mezerník                      | Vkládá mezeru do psaného textu                                 |
| NumLk                              | Number Lock                   | Používá se k aktivování a deaktivování čísel v numerické části |
| ⇤ ⇥ Tab                            | Tabulátor                     | Posun kurzoru do předem nadefinovaných pozic                   |
| Win Key                            | Windows                       | V MS Windows: Otevření nabídky Start                           |
|                                    | Application                   | V MS Windows: Otevření místní nabídky                          |

Hudební klávesnice klavírního typu se kromě standardního připojení k zesilovači a reproduktoru také může připojit datovým kabelem k počítači a nahrávat tak hranou melodii, kterou software zároveň zapíše do notové osnovy.

## Připojení k počítači
V dřívějších letech se klávesnice připojovala k počítači konektorem DIN-5, který byl později nahrazen poněkud menším konektorem Mini-DIN, častěji nazývaným PS/2, přičemž způsob komunikace klávesnice s počítačem zůstal zachován. Starší klávesnice s konektorem DIN bývají nazývány „AT klávesnice“ (podle osobního počítače IBM PC/AT), stejný konektor však používaly i ještě starší nekompatibilní „XT klávesnice“ určené pro historický IBM PC/XT.
|  | Zapojení konektoru DIN-5 (samice): (1) CLOCK, (2) DATA, (3) RESET*, (4) GND, (5) +5V DC. * Vývod RESET slouží k inicializaci klávesnice, ale u novějších klávesnic nebývá zapojen. |  | Zapojení konektoru PS/2 (samice): (1) DATA, (2) nezapojeno*, (3) GND, (4) +5V DC, (5) CLOCK, (6) nezapojeno*. * U některých typů notebooků mohou vývody (2) a (6) sloužit jako DATA a CLOCK pro připojení druhého zařízení. |

Mezi další způsoby připojení v současnosti patří USB, dnes nejrozšířenější. V takovém případě se již jedná o výrazně komplikovanější způsob komunikace umožňující například připojit ke klávesnici různá další zařízení (myš, USB flash paměť atd.), která pak přes ni komunikují s počítačem. V případě připojení přes USB port se může jednat o dvě varianty, a to: Přímé propojení kabelem, nebo bezdrátové propojení, kdy je fyzicky v USB portu přítomen pouze vysílač (který je i zároveň přijímač, anglicky transceiver), který komunikuje s klávesnicí. Další variantou bezdrátové komunikace klávesnice s počítačem je připojení přes bluetooth.

## Bezpečnost zadávaných dat
Podle výsledků výzkumu uveřejněných v říjnu 2008 pracovníky švýcarské vysoké školy EPFL v Lausanne představují klávesnice slabé místo z hlediska bezpečnosti zadávaných údajů. Signály o tom, které klávesy byly stisknuty, lze totiž v naprosté většině případů zachytit s použitím antény a potřebného technického zařízení na vzdálenost až 20 metrů, a to i tehdy, pokud mezi klávesnicí a odposlouchávacím zařízením stojí překážka, např. zeď.